# 서하군
서하군(西河郡)은 중국의 옛 군이다. 전국 시대 위나라가 지금의 웨이난시·옌안시 일대에 설치했으나 진나라에서 폐지했고, 전한에서 새로 뤼량 시·옌안 시 일대에 설치한 군이 지속되었다.

## 전한
무제가 원삭 4년(기원전 125년)에 설치했다. 대공왕의 아홉 왕자후 중 일곱 제후국이 지리지에서 서하군 소속으로 나오므로, 일단 이 왕자후국이 추은령에 따라 대나라에서 갈려나와 상군에 속했다가 지나치게 비대해진 상군을 분할해서 설치한 것이다. 결과적으로 서하군은 구 태원군과 상군의 일부 영역을 분할하여 신설한 셈이다. 남부도위가 새외의 옹룡(翁龍)·비시(埤是)를 다스렸다.
무제가 주자사를 두면서 삭방자사부에 속했다. 원시 2년(2년)의 인구조사에 따르면 136,390호, 698,836명이 있었다. 아래의 속현 목록은 한서 지리지의 순서를 따른 것으로, 원연·수화 연간(기원전 8년)의 현황으로 여겨진다. 치소는 평정현과 부창현 두 설이 있다.
| 이름 | 한자 | 대략적 위치                 | 비고                                                  |
| ---- | ---- | --------------------------- | ----------------------------------------------------- |
| 부창 | 富昌 | 어얼둬쓰시 준거얼 기 남동   | 염관이 있다.                                          |
| 추우 | 騶虞 | ?                           |                                                       |
| 곡택 | 鵠澤 | ?                           |                                                       |
| 평정 | 平定 | 어얼둬쓰시 준거얼 기 남서   |                                                       |
| 미직 | 美稷 | 어얼둬쓰시 준거얼 기 북서   | 속국도위가 다스린다.                                  |
| 중양 | 中陽 | 뤼량시 중양 현              |                                                       |
| 낙가 | 樂街 | ?                           |                                                       |
| 도경 | 徒經 | ?                           |                                                       |
| 고랑 | 皋狼 | 뤼량시 리스 구 북서         |                                                       |
| 대성 | 大成 | 어얼둬쓰시 항진 기 남동     |                                                       |
| 광전 | 廣田 | ?                           |                                                       |
| 은음 | 圜陰 | 위린시 동                   | 혜제 5년(기원전 190년)에 설치했다.                    |
| 익란 | 益闌 | ?                           |                                                       |
| 평주 | 平周 | 뤼량시 샤오이 시 남서       |                                                       |
| 홍문 | 鴻門 | 위린시 선무시 남서          | 천봉원화정사(天封苑火井祠)가 있어 땅에서 불이 나온다. |
| 인   | 藺   | 뤼량시 류린 현 북           |                                                       |
| 선무 | 宣武 | ?                           |                                                       |
| 간장 | 干章 | ?                           |                                                       |
| 증산 | 增山 | 어얼둬쓰시 둥성 구 북서     | 북부도위가 다스린다.                                  |
| 은양 | 圜陽 | 위린시 선무 시 남           |                                                       |
| 광연 | 廣衍 | 어얼둬쓰시 준거얼 기 남서   |                                                       |
| 무차 | 武車 | ?                           |                                                       |
| 호맹 | 虎孟 | 어얼둬쓰시 이진훠뤄 기 남서 | 서부도위가 다스린다.                                  |
| 이석 | 離石 | 뤼량시 리스 구              |                                                       |
| 곡라 | 穀羅 | 어얼둬쓰시 준가얼 기 남서   | 무택(武澤)이 북서에 있다.                             |
| 요   | 饒   | ?                           |                                                       |
| 방리 | 方利 | ?                           |                                                       |
| 습성 | 隰成 | 뤼량시 류린 현 서           |                                                       |
| 임수 | 臨水 | 뤼량시 린 현 북동           |                                                       |
| 토군 | 土軍 | 뤼량시 스러우 현            |                                                       |
| 서도 | 西都 | ?                           |                                                       |
| 평륙 | 平陸 | ?                           |                                                       |
| 음산 | 陰山 | 옌안시 이촨 현 동           |                                                       |
| 예씨 | 觬氏 | ?                           |                                                       |
| 박릉 | 博陵 | ?                           |                                                       |
| 염관 | 鹽官 | ?                           |                                                       |

## 신
군의 이름을 귀신(歸新)으로 고치고 다음 현의 이름을 고쳤다.
| 한   | 신             |
| ---- | -------------- |
| 부창 | 부성(富成)     |
| 평정 | 음평정(陰平亭) |
| 낙가 | 절로(截虜)     |
| 도경 | 염치(廉耻)     |
| 대성 | 호성(好成)     |
| 광전 | 광한(廣翰)     |
| 은음 | 방음(方陰)     |
| 익란 | 향란(香闌)     |
| 선무 | 토맥(討貉)     |
| 무차 | 환차(桓車)     |
| 요   | 요연(饒衍)     |
| 방리 | 광덕(廣德)     |
| 습성 | 자평정(慈平亭) |
| 임수 | 감수(監水)     |
| 서도 | 오원정(五原亭) |
| 음산 | 산녕(山寧)     |
| 예씨 | 복예(伏觬)     |
| 박릉 | 조환(助桓)     |

## 후한
낙양으로부터 북으로 1200리거리에 있으며, 병주자사부로 이관되었다. 치소는 본래 평정이었다가 영화 4년 (139년) 강족(羌)의 침공으로 이석으로 옮겨졌다.
선비족과 오환등 북방민족의 대두, 후한대의 행정부담문제로 13개현으로 대폭축소되었다.
13개성에 5698호 20838명을 관할했다.
| 현명         | 대락적 위치 | 비고 |
| ------------ | ----------- | --- |
| 이석현(离石) | 변화없음    | 139년이후 서하군의 치소가 되었다. |
| 평정현(平定) | 변화없음    | 139년까지 서하군의 치소가 있었으나 강족의 침공으로 황폐화되었다.                                                                                 |
| 중양현(中陽) | 변화없음    | |
| 미직현(美稷) | 변화없음    | 남흉노의 선우로 즉위한 오주류야제(烏珠留若鞮) 선우의 아들 우욱건일축왕(右奧鞬日逐王) 비(比)가 본현에 들어와 거주한이래 남흉노의 선우정이 되었다. |
| 평주현(平周) | 변화없음    | |
| 익란현(益蘭) | 변화없음    | |
| 평륙현(平陸) | 변화없음    | |
| 은음현(圜陰) | 변화없음    | |
| 낙가현(樂街) | 변화없음    | |
| 고랑현(皋狼) | 변화없음    | |
| 광연현(廣衍) | 변화없음    | |
| 은양현(圜陽) | 변화없음    | |
| 인현(藺)     | 변화없음    | |

## 서진
과거 조위대까지 병주자사의 통제하에 있던 남흉노는 서진대에 서진전체의 행정력이 약화되면서 병주에서 사실상 독립하게 됐고, 팔왕의 난대 흉노를 용병으로 거느리던 성도왕 사마영이 몰락한 이후 병주로 도망친 유연이 서하군의 속현이던 이석현에서 거병을 하여 304년 한을 건국하면서 이민족의 영역으로 들어가기 시작했다. 4현 6,300호를 거느렸다.
| 현명(한자) | 현명(한글) | 대략적 위치     | 비고                            |
| ---------- | ---------- | --------------- | ------------------------------- |
| 離石縣     | 이석현     | 변화없음        | 유연이 세운 전조의 첫 수도였다. |
| 隰城縣     | 습성현     | 변화없음        |                                 |
| 中陽縣     | 중양현     | 변화없음        |                                 |
| 介休縣     | 개휴현     | 진중 시 제슈 시 |                                 |

## 북조
북위대에는 분주에 속했는데, 526년(효창 2년) 북방민족을 토벌한 이후 평양군의 경계에 살게하면서 군이 설치되었다. 3현 1,761호 4,997명을 거느렸다.
| 현명(한자) | 현명(한글) | 대략적 위치 | 비고                                                                                 |
| ---------- | ---------- | ----------- | ------------------------------------------------------------------------------------ |
| 永安縣     | 영안현     | 미상        | 효창연간에 설치했다. 치소는 백항성(白坑城)이다.                                      |
| 隰城縣     | 습성현     | 변화없음    | 효창연간에 설치했다. 정양군으로 이관되었다.                                          |
| 介休縣     | 개휴현     | 변화없음    | 효창연간에 설치했다. 북주에선 서하군이 개휴군으로 개명되면서 개휴군의 영현이 되었다. |

북제시기 남삭주를 설치했고, 북주에선 개주에 속하게 했다.

## 수
개황초기 서하군을 폐지하였다가 대업초에 군을 부활시켰다. 6현 67,351호를 거느렸다.
| 현명(한자) | 현명(한글) | 대략적 위치       | 비고                                                                        |
| ---------- | ---------- | ----------------- | --------------------------------------------------------------------------- |
| 隰城縣     | 습성현     | 변화없음          | 개황초 군을 폐지하며 사라졌다가 대업초에 복치되었다. 은천산(隱泉山)이 있다. |
| 介休縣     | 개휴현     | 변화없음          | 개황초 군을 폐지하며 없어졌다가 598년(개황 18년)개휴현으로 바꿨다.          |
| 永安縣     | 영안현     | 변화없음          | 작서곡(雀鼠穀)이 있다.                                                      |
| 平遙縣     | 평요현     | 핑야오 고성       | 녹대산(鹿臺山)이 있다.                                                      |
| 靈石縣     | 영석현     | 진중 시 링스 현   | 590년(개황 10년)설치했다.                                                   |
| 綿上縣     | 면상현     | 창즈 시 친위안 현 | 596년(개황 16년)신설했다. 심수(沁水)가 있다.                                |

## 태수

### 전한
- 상혜(기원전 119년 당시)
- 두연년(기원전 64년 ~ 기원전 55년)